# Cabeza de Cristo (Sallman)
Cabeza de Cristo, también llamada la Cabeza Sallman, es una  pintura de 1940 que retrata a Jesús de Nazaret, realizada por el artista estadounidense Warner Sallman (1892-1968). Como una obra extraordinariamente exitosa del arte devocional popular cristiano, se había reproducido más de quinientos millones de veces en todo el mundo a fines del siglo XX. Se han hecho copias ampliadas del trabajo para las iglesias, y pequeñas tarjetas de oración del tamaño de una billetera o de bolsillo con la imagen han sido producidas en masa para uso devocional privado. Se dice que la pintura «se convirtió en la base para la visualización de Jesús» de «cientos de millones» de personas.

## Características
Muchos cristianos luteranos y católicos han elogiado la pintura por la hostia escondida en la frente de la Cabeza de Cristo, y un cáliz en su sien, ambos apuntando a la Sagrada Eucaristía. De manera similar, la Cabeza de Cristo también se hizo popular entre los cristianos evangélicos, ya que creían que el retrato enfatizaba el "poder salvífico de la vida, la muerte y la resurrección de Jesús". David Morgan, profesor de religión en la Universidad de Duke, afirma que "para muchos cristianos durante la Guerra Fría" el retrato de Sallman simbolizó a un Cristo viril y varonil, mientras que para otros encarnaba a un Jesús más íntimo y protector, un salvador personal para los tiempos modernos ".

## Milagros asociados
Warner Sallman creía que su boceto inicial de la Cabeza de Cristo fue el resultado de una "visión milagrosa que recibió tarde una noche", afirmando que "la respuesta llegó a las 2 AM, en enero de 1924" como "una visión en respuesta a mi oración a Dios en una situación desesperada".
La Cabeza de Cristo también es venerada en la Iglesia Ortodoxa Copta, después de un informe en 1991 en el que Isaac Ayoub, de doce años, de Houston, Texas, quien fue diagnosticado con leucemia, vio los ojos de Jesús en la pintura derramando lágrimas; P. Ishaq Soliman de la iglesia copta de San Marcos en Houston, en el mismo día, "testificó del milagro" y al día siguiente, "el doctor Atef Rizkalla, el médico de familia, examinó al joven y certificó que no había rastros de leucemia." Con la aprobación episcopal del obispo Tadros de Port Said y el obispo Yuhanna de El Cairo, "La Cabeza de Cristo de Sallman fue exhibida en la iglesia copta", con "más de cincuenta mil personas" visitando la iglesia para verla. 
Además, varias revistas religiosas han explicado el "poder de la imagen de Sallman" documentando sucesos como cazadores de cabezas dejando ir a un hombre de negocios y huyendo después de ver una copia de la imagen en su persona, un "ladrón que abortó su fechoría cuando vio Cabeza de Cristo en una pared de una sala de estar", y conversiones en el lecho de muerte de no creyentes al cristianismo.

## Apariciones
El presbiterio de la Iglesia Metodista Unida El Buen Samaritano presenta una gran copia de la Cabeza de Cristo de Sallman en lugar de una  cruz de altar tradicional. El Seminario de San Francisco de Sales, una institución católica en Oklahoma City, "solicitó y recibió una gigantesca Cabeza de Cristo para exhibir en el campus". Según David Morgan, la Cabeza de Cristo "aún se encuentra en las iglesias protestantes y católicas, goza de un gran uso entre los mormones, los latinos, los nativos americanos y los afroamericanos, y se cuelga en hogares cristianos en África, América Latina, Asia y Europa del Este". 
Cabeza de Cristo ha aparecido en escenas de varias películas, como Children of the Corn (1984), Jungle Fever (1991) y Silver Linings Playbook (2012).

## Iglesias Católicas con esta devoción
En la ciudad de Guadalajara Jalisco hay una parroquia donde tienen esta imagen bajo el título de "El Divino Salvador" que se ubica en la Calle Américo Vespucio 44930 y Colón en la zona Industrial y su fiesta es el 25 de diciembre.